# لرني
لرني هي قرية في مقاطعة أرومية، إيران. يقدر عدد سكانها بـ 404 نسمة بحسب إحصاء 2016.